# EX-342
La carretera EX-342 es de titularidad de la Junta de Extremadura. Su categoría es local. Su denominación oficial es   EX-342 , de Villafranca de los Barros a Hornachos.